# Ragályi-Balassa Ferenc
Báró kiscsoltói, balassagyarmati és kékkői Ragályi-Balassa Ferenc (Ragály, 1864. szeptember 15. – 1942. július 17.) a Balassa-család leszármazottja. Mivel a család grófi ága kihalt Ferenc József császár engedélyezte neki, hogy többi családtagjaitól megkülönböztetésül felvegye a ragályi előnevet, és bárói rangra emelte.

## Életpályája
A gömörmegyei Ragályon született, régi nemesi birtokos családban. Középiskolai tanulmányait Bécsben, Veveyben (a francia Svájcban) és a budapesti református főgimnáziumban végezte. Jogot Budapesten hallgatott, nemzetgazdasági és régészeti tanulmányokat Nyugat-Európa különböző országaiban (Ausztria, Olaszország, Németország, Anglia, Franciaország, Belgium) folytatott. Járt Tuniszban és Algirban is. Tanulmányai után ragályi birtokán gazdálkodott. Megnősült, ősi barokk kastélyát felújíttatta és átépíttette eklektikus stílusban.
Kora ifjúságától kezdve jelentős szerepet játszott vármegyéje közéletében, tagja volt a törvényhatósági közgyűlésnek és a közigazgatási bizottságnak. Megyéjének református egyházkerületében is nagy tekintélynek örvendett, később ő lett annak gondnoka.
Borsod-Gömör-Kishont vármegyék törvényhatósági bizottsága küldte őt az országgyűlés felsőházába képviselőnek még az Osztrák–Magyar Monarchia fennállása idején. Több évtizeden át tagja volt a felsőháznak, de őt a második világháború előestéjén egyre kevésbé a politika, hanem inkább a mezőgazdaság kérdései és egyházkerületének gondjai foglalkoztatták.

## Családja
1894. március 12-én, Budapesten feleségül vette báró balassagyarmati és kékkői Balassa Emmát (1872–1936); két leányuk született:
- Mária (1894–1914)
- Karolina (1901–?), férje: kövecsesi Lukács Endre (1893–?)

## Külső hivatkozás
- Ragályi-Balassa kastély[halott link]
- Képek a Ragályi-Balassa kastélyról[halott link]